# Усть-Лабінськ
Усть-Лаби́нськ (до 1958 Усть-Лабинська станиця) — місто на Кубані, районний центр Усть-Лабинського району Краснодарського краю Росії, розташована на правому березі річки Кубань при впадінні річки Лаба. Населення в 2010 році становило 43 270 осіб.

## Історія
- 1778 У районі гирла Лаби було закладена фортеця, що входила в Азово-Моздоцьку укріплену лінію. Первинне найменування — Александрівська фортеця, Александрівський (Усть-Лабинський) редут
- 1793 Закінчена споруда земляної фортеці, що отримала назву Усть-Лабінськ
- 1794 Переселеними з Дона козаками була заснована станиця Усть-Лабинська в складі Лінійного козачого війська. У тому ж році в станиці поселилися чорноморські козаки — нащадки запорожців
- 1906 Відкрито філіал українського товариства "Просвіта" у станиці Усть-Лабинська.
- 1958 Станиця отримала статус міста і назву Усть-Лабинськ.

## Економіка
- Харчова промисловість: цукровий і маслосироробний заводи, м'ясний і ефіроолійний комбінати, елеватор
- Будівельна промисловість: два цегляні заводи.

У районі розвинене зернове виробництво, садівництво, є велика птахофабрика.

## Відомі уродженці
- Дерипаска Олег Володимирович — російський мільярдер й олігарх українського кубанського походження